# Zoja Mironowa
Zoja Wasiljewna Mironowa (ros. Зоя Васильевна Миронова; ur. w lutym 1912 w Jadrinie, zm. 16 marca 1991 w Moskwie) – radziecka dyplomatka i działaczka partyjna.

## Życiorys
W 1935 ukończyła Moskiewski Instytut Chemiczno-Technologiczny, później pracowała w Państwowym Naukowo-Badawczym Instytucie Rzadkich Metali, od 1940 należała do partii komunistycznej, 1945–1950 była sekretarzem biura WKP(b) Państwowego Naukowo-Badawczego Instytutu Rzadkich Metali. Od kwietnia 1950 do stycznia 1951 była II sekretarzem Dzierżyńskiego Komitetu Rejonowego WKP(b) w Moskwie, od grudnia 1950 do marca 1959 zastępcą przewodniczącego Komitetu Wykonawczego Moskiewskiej Rady Miejskiej, od 14 października 1952 do 14 lutego 1956 członkinią Centralnej Komisji Rewizyjnej KPZR. Od marca 1959 do 1962 była zastępczynią stałego przedstawiciela ZSRR przy ONZ, w 1960–1966 stałym przedstawicielem ZSRR w Komitecie ONZ ds. Praw Kobiet, a 1966–1982 stałym przedstawicielem ZSRR przy Wydziale Europejskim ONZ, następnie przeszła na emeryturę. W 1966 otrzymała rangę ambasadora nadzwyczajnego i pełnomocnego. Pochowana na Cmentarzu Dońskim w Moskwie.

## Odznaczenia i nagrody
- Order Lenina
- Order Rewolucji Październikowej
- Order Czerwonego Sztandaru Pracy (dwukrotnie)
- Order Przyjaźni Narodów
- Nagroda Stalinowska (1950)
- Order „Znak Honoru”